# Pia de' Tolomei

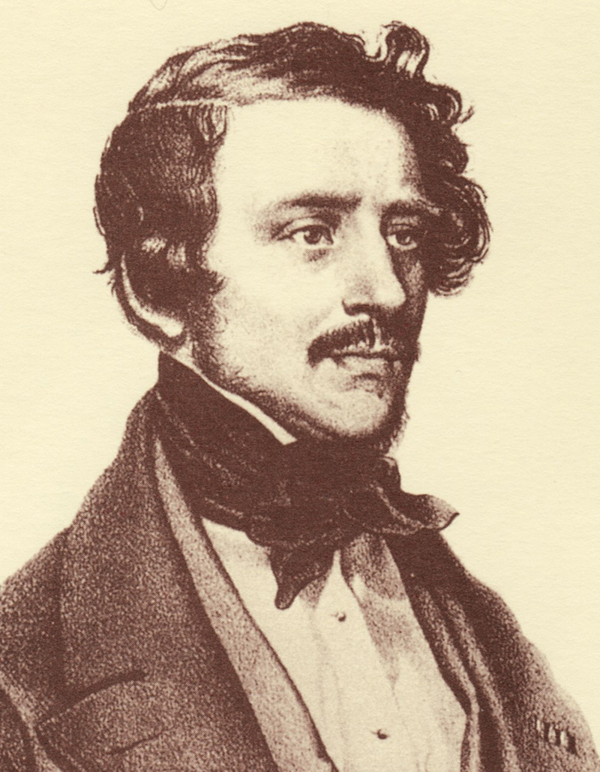
Gaetano Donizetti.

Pia de' Tolomei är en italiensk opera i två akter med musik av Gaetano Donizetti och libretto av Salvatore Cammarano efter Bartolomeo Sestinis novell La Pia som bygger på Sång V ur del 2, Purgatorio, av Den gudomliga komedin av Dante.

## Historia
Operan hade premiär den 18 februari 1837 på Teatro Apollo i Venedig. Då operan hade premiär på Teatro San Carlo i Neapel (30 september 1838) var det efter att censuren hade krävt att Pia inte skulle dö.

## Personer
- Nello Della Pietra (baryton)
- Pia, hans hustru (sopran)
- Ghino Degli Armieri, Nellos broder (tenor)
- Rodrigo, Pias broder (kontraalt)
- Piero, en eremit (bas)
- Ubaldo, Nellos tjänare (tenor)
- Bice (sopran)
- Lamberto, trotjänare i Pias familj (bas)
- Tjänare, brudtärnor, eremiter (kör)

## Handling
Ghibellinen Ghino är förälskad i Pia, sin broders unga brud. När Pia avvisar Ghinos flirt anklagar han henne för otrohet och antyder att det finns ett brev från en hemlig älskare. I själva verket var brevet från hennes broder Rodrigo (som tillhör den rivaliserande Guelfätten) som bad om ett möte. Nello och Ghino gömmer sig för att avslöja den nattlige besökaren. När Rodrigo flyr vägrar Pia att avslöja hans identitet. Nello ser hennes nekande som ett erkännande och låter fängsla Pia. Ghino kommer till hennes cell och lovar släppa ut henne om hon ger sig till honom. Men hon säger att det bara var hennes bror hon mötte och ber honom att säga detta till Nello. Under tiden har Pias tjänare Ubaldo fått order av Nello att döda henne om han skulle stupa i den kommande striden mot Guelferna. Nello överlever striden men Ghino såras dödligt. Döende bekänner han sitt förräderi gentemot Pia. Nello beger sig till cellen men Ubaldo har redan gett Pia gift. Rodrigo kommer in efter att ha segrat i striden och möts av den döende Pia. Hon ber Nello och Rodrigo att försonas och leva i fred.